# Мечтатели (сериал)
„Мечтатели“ (на турски: Kavak Yelleri) е турски телевизионен сериал. Сниман е в различни квартали на Истанбул и в морския град Урла. До средата на първи сезон сериалът е адаптиран по американския сериал „Кръгът на Доусън“. Първият епизод е излъчен на 31 май 2007 г. по турския Канал D.

## Излъчване
| Сезон | Сезон | Епизоди | Начало на сезона  | Край на сезона | Всички епизоди | ТВ сезон    | ТВ канал |
| ----- | ----- | ------- | ----------------- | -------------- | -------------- | ----------- | -------- |
|       | 1     | 55      | 31 май 2007       | 28 юни 2008    | 1 – 55         | 2007 – 2008 | Kanal D  |
|       | 2     | 29      | 6 септември 2008  | 30 май 2009    | 56 – 84        | 2008 – 2009 | Kanal D  |
|       | 3     | 35      | 12 септември 2009 | 29 май 2010    | 85 – 119       | 2009 – 2010 | Kanal D  |
|       | 4     | 35      | 4 юли 2010        | 7 май 2011     | 120 – 160      | 2010 – 2011 | Kanal D  |
|       | 5     | 10      | 28 юни 2011       | 30 август 2011 | 161 – 170      | 2011        | Kanal D  |

## Актьорски състав
- Пелин Карахан – Аслъ Зейбек
- Даахан Кюлегеч – Ефе Кайгасъз
- Ибрахим Кендирджи – Дениз Акча
- Аслъ Енвер – Мине Ергун
- Сарп Апак – Гювен Каракуш
- Джерен Морай – Султан „Су“
- Джемил Бюйюкрдьогерли – Атакан
- Нурджан Ерен – Хафизе Зейбек
- Мюнире Апайдън – Джанан Зейбек
- Ферит Актуг – Метин Кайгасъз
- Шебнем Догруер – Шукран Кайгасъз
- Тайфун Саф – Салих Кайгасъз
- Ерол Аксой – Осман Севен
- Айтен Унджуоглу – Айше Севен
- Еге Айдан – Мурат Акча
- Гюлен Караман – Леман Акча
- Озан Йозбекташ – Юсуф
- Дидем Инселел – Гьонюл Кайгасъз
- Йълмаз Груда – Хашмет
- Левент Йоздилек – Джем Ергун
- Ъшъл Дайъоглъ – Бетюл Ергун
- Фюсун Йозтопрак/Бетюл Аръм – Севги Кара
- Мехмет Йер – Йълмаз Кара
- Суат Уста – Билял
- Нил Гюнал – Нургюл Каракуш
- Лале Мансур – Лерзан
- Ата Гюлоглан – Мурат

## Герои

### Аслъ
Аслъ е на 17 години и се готви усилено за матурите. Тя е идеалист и най-голямата нейна мечта е да продължи образованието си. Семейството на Аслъ е типично патриархално семейство с финансови затруднения — баща й  е в непрекъснато търсене на работа, а майка й  се грижи за домакинството. Тийнейджърката се е заклела, че няма да тръгне по пътя на майка си и единствения начин това да се случи е да влезе в медицинско училище. По-голямата сестра на — Джанан не вярва, че ще успее и ревнува родителите си заради вниманието, което обръщат на Аслъ, но  Джанан крие голяма тайна, която е напът да провали живота и приятелствата на сестра. Тя е влюбена в бащата на Дениз - Мурат .
Аслъ се влюбва в Ефе след като разбира че той е влюбен в нея.

### Дениз
Дениз е отраснал в стабилно семейство и мечтата му е да учи режисира и да започне да създава филми. Той е романтик, но срамежливостта му не му позволява да разкрие чувствата си пред новото момиче в училище – Мине.

### Мине
Мине е израснала в Германия, но бунтарското ѝ поведение и проблемите, които непрекъснато си навлича, стават причина родителите ѝ да я изпратят в Истанбул. Тя е различна и необикновена и веднага привлича вниманието на новите си съученици.

### Ефе
Ефе прикрива вътрешната си болка със спокойно и шеговито поведение. Баща му и брат му са полицаи. Същото се очаква от Ефе, чийто свободолюбив дух не му позволява да се съобрази с предначертания му път за живота. Той не продължава да учи и твърди, че иска да има малко магазинче и свой дом. От малък Ефе е бил влюбен в Аслъ, а тя така и не го забелязва.
Но после са заедно и накрая имат и дете, но Ефе умира и Аслъ е сама с малкия Ефе, но тя все още обича Ефе макар че него го няма. Тяхната любов беше истинска и много голяма.

## В България
В България сериалът започва на 7 юли 2010 г. по bTV и завършва на 8 юни 2012 г. Ролите се озвучават от Христина Ибришимова, Десислава Знаменова, Силви Стоицов и Васил Бинев.